# Madoka Yonezawa
Madoka Yonezawa (米澤 円?, Yonezawa Madoka; Ōsaka, 30 agosto 1982) è una doppiatrice giapponese di anime e videogiochi, facente parte della 81 Produce.

## Ruoli
2004
- Mirmo - Ragazza
- MAJOR Prima stagione - Compagna di classe

2005
- Shuffle! - Studentessa
- MAJOR Seconda stagione - Studentessa

2006
- Jungle Smile - Kai
- Rockman Strategy - Studentessa, bambini

2007
- Yin Yang Yo! - Bambola, ragazza
- Over Drive - Studenti
- Kilari - Ragazza
- Gintama - Donna

2009
- Ragazze di successo - Haru Kaho
- K-On! - Hirasawa Ui
- Umineko no naku koro ni - Leviathan

2011
- Pretty Rhythm: Aurora Dream - Serena Jounouchi

2012
- Pretty Rhythm: Dear My Future - Jae Eun, Serena Jounouchi

2013
- Daitoshokan no Hitsujikai - Tsugumi Shirasaki
- Dungeon Travelers 2: The Royal Library & the Monster Seal - Irena Rosenmeier

2014
- Granblue Fantasy - Ferry
- Lost Dimension - Mana Kawai

2015
- Xenoblade Chronicles X - Himeri
- Utawarerumono: Mask of Deception - Entua

2016
- Ao no kanata no four rhythm - Rika Ichinose
- Seven Pirates - Sakyura
- Utawarerumono: Mask of Truth - Entua

2017
- In Another World With My Smartphone - Cecile

2018
- Dragalia Lost - Odetta

2020
- Granblue Fantasy Versus - Ferry

2022
- River City Girls 2 - Blaire

2023
- Granblue Fantasy: Versus Rising - Ferry

2024
- Granblue Fantasy: Relink - Ferry